# 2018-as kínai labdarúgó-bajnokság (első osztály)
A kínai labdarúgó-bajnokság első osztályának 2018-as szezonja a 15. kiírása volt a Kínai Szuperligának. Szponzorált neve 2018 Ping An Chinese Football Association Super League (kínaiul: 2018中国平安中国足球协会超级联赛), főszponzora a Ping An Insurance.

## Csapatváltozások
Feljutók az élvonalba
- Talien Jifeng
- Peking Renhe

Kiesők a másodosztályba
- Jenpien Funde
- Liaoning

## A 2018-as szezon csapatai

### Klub adatok
| Csapat                   | Vezetőedző        | Város        | Stadion                            | Befogadóképesség | Helyezés a 2017-es szezonban      |
| ------------------------ | ----------------- | ------------ | ---------------------------------- | ---------------- | --------------------------------- |
| Kuangcsou Evergrande     | Fabio Cannavaro   | Kanton       | Tianhe Stadion                     | 58,500           | Címvédő                           |
| Sanghaj SIPG             | Vítor Pereira     | Sanghaj      | Sanghaj Stadion                    | 56,842           | 2.                                |
| Tiencsin Csüancsien FC   | Pak Cshunggjun    | Tiencsin     | Haihe Educational Football Stadion | 30,000           | 3.                                |
| Hopej China Fortune      | Chris Coleman     | Csinhuangtao | Csinhuangtaói Olimpiai Stadion     | 33,572           | 4.                                |
| Kuangcsu R&F             | Dragan Stojković  | Kanton       | Kuangtung Stadion                  | 18,000           | 5.                                |
| Shandong Luneng          | Li Hsziaopeng     | Csinan       | Olimpiai Stadion                   | 56,808           | 6.                                |
| Csangcsun Jataj          | Csen Csingang     | Csangcsun    | Development Stadion                | 25,000           | 7.                                |
| Kujcsou Hengfeng Zicseng | Dan Petrescu      | Kujcsou      | Olimpiai Stadion                   | 51,636           | 8.                                |
| Peking Guoan             | Roger Schmidt     | Peking       | Munkás Stadion                     | 66,161           | 9.                                |
| Csungcsing Lifan         | Jordi Cruyff      | Csungking    | Olimpiai Stadion                   | 58,680           | 10.                               |
| Sanghaj Senhua           | Wu Jingui         | Sanghaj      | Hongkou Football Stadion           | 33,060           | 11.                               |
| Csiangszu Szuning        | Cosmin Olăroiu    | Nanking      | Olimpiai Stadion                   | 61,443           | 12.                               |
| Tiencsin Teda            | Uli Stielike      | Tiencsin     | Olimpiai Stadion                   | 54,696           | 13.                               |
| Henan Csienje            | Vang Paosan       | Csengcsou    | Csengcsou Stadion                  | 29,860           | 14.                               |
| Talien Jifang            | Bernd Schuster    | Talien       | Talieni Sportcentrum               | 61,000           | CL1, 2017-es másodosztály 1. hely |
| Pejcsing Zsenho          | Luis García Plaza | Peking       | Peking Fengtaj Stadion             | 31,043           | CL1, 2017-es másodosztály 2. hely |

### Edzőváltások
| Csapat                   | Távozó edző               | Távozás módja                         | Szerződésbontás dátuma | Helyezés a bajnokságban | Érkező edző               | Szerződéskötés dátuma |
| ------------------------ | ------------------------- | ------------------------------------- | ---------------------- | ----------------------- | ------------------------- | --------------------- |
| Tiencsin Csüancsien      | Fabio Cannavaro           | Lemondott                             | 2017. november 6.      | Szezon előtt            | Paulo Sousa               | 2017. november 6.     |
| Kuangcsou Evergrande     | Luiz Felipe Scolari       | Lejárt a szerződés                    |                        | Szezon előtt            | Fabio Cannavaro           | 2017. november 9.     |
| Shanghai SIPG            | André Villas-Boas         | Lejárt a szerződés                    | 2017. november 30.     | Szezon előtt            | Vítor Pereira             | 2017. december 12.    |
| Shandong Luneng          | Felix Magath              | Lejárt a szerződés                    | 2017. december 1.      | Szezon előtt            | Li Hsziaopeng             | 2017. december 1.     |
| Kujcsou Hengfeng Zicseng | Csang Öljong              | Közös megegyezés                      | 2017. december 10.     | Szezon előtt            | Paulo Bento               | 2017. december 11.    |
| Henan Csienje            | Kuo Kuangcsi (megbízott)  | Lejárt a szerződés                    | 2017. december 18.     | Szezon előtt            | Dragan Talajić            | 2017. december 18.    |
| Talien Jifang            | Juan Ramón López Caro     | Lejárt a szerződés                    | 2017. december 26.     | Szezon előtt            | Ma Lin                    | 2017. december 26.    |
| Talien Jifang            | Ma Lin                    | Kirúgták                              | 2018. március 19.      | 16.                     | Bernd Schuster            | 2018. március 19.     |
| Csiangszu Szuning        | Fabio Capello             | Közös megegyezés                      | 2018. március 28.      | 12.                     | Cosmin Olăroiu            | 2018. március 28.     |
| Henan Csienje            | Dragan Talajić            | Kirúgták                              | 2018. április 21.      | 14.                     | Csang Öljong              | 2018. április 26.     |
| Hopej China Fortune      | Manuel Pellegrini         | Közös megegyezés                      | 2018. május 19.        | 8.                      | Chris Coleman             | 2018. június 10.      |
| Kujcsou Hengfeng Zicseng | Gregorio Manzano          | Kirúgták                              | 2018. június 7.        | 16.                     | Dan Petrescu              | 2018. június 7.       |
| Csungcsing Lifan         | Paulo Bento               | Lemondott                             | 2018. július 22.       | 13.                     | Hao Hajtao (megbízott)    | 2018. július 22.      |
| Csungcsing Lifan         | Hao Hajtao (megbízott)    | Kirúgták                              | 2018. augusztus 8.     | 14.                     | Jordi Cruyff              | 2018. augusztus 8.    |
| Henan Csienje            | Csang Öljong              | Közös megegyezés                      | 2018. szeptember 27.   | 15.                     | Vang Paosan               | 2018. szeptember 27.  |
| Tiencsin Csüancsien      | Paulo Sousa               | Kirúgták                              | 2018. október 4.       | 13.                     | Sen Hsziangfu (megbízott) | 2018. október 4.      |
| Tiencsin Csüancsien      | Sen Hsziangfu (megbízott) | Csatlakozott a kínai U25-ös csapathoz | 2018. október 5.       | 13.                     | Csang Öljong              | 2018. október 18.     |

## A bajnokság végeredménye
| Hely. | Csapat                      | M  | Gy | D  | V  | G+ | G– | Gk  | P  | Továbbjutás vagy kiesés                  |
| ----- | --------------------------- | -- | -- | -- | -- | -- | -- | --- | -- | ---------------------------------------- |
| 1.    | Shanghai SIPG (C)           | 30 | 21 | 5  | 4  | 77 | 33 | +44 | 68 | bejutott: AFC-bajnokok ligája csoportkör |
| 2.    | Kuangcsou Evergrande Taobao | 30 | 20 | 3  | 7  | 82 | 36 | +46 | 63 | bejutott: AFC-bajnokok ligája csoportkör |
| 3.    | Santung Luneng Tajsan       | 30 | 17 | 7  | 6  | 57 | 39 | +18 | 58 | bejutott: AFC-bajnokok ligája rájátszás  |
| 4.    | Pejcsing Kuoan              | 30 | 15 | 8  | 7  | 64 | 45 | +19 | 53 | bejutott: AFC-bajnokok ligája csoportkör |
| 5.    | Csiangszu Szuning           | 30 | 13 | 9  | 8  | 48 | 33 | +15 | 48 |                                          |
| 6.    | Hopej Csena Foertuno        | 30 | 10 | 9  | 11 | 46 | 50 | −4  | 39 |                                          |
| 7.    | Shanghai Greenland Shenhua  | 30 | 10 | 8  | 12 | 44 | 53 | −9  | 38 |                                          |
| 8.    | Pejcsing Zsenho             | 30 | 9  | 10 | 11 | 33 | 46 | −13 | 37 |                                          |
| 9.    | Tiencsin Csüancsien         | 30 | 9  | 9  | 12 | 41 | 48 | −7  | 36 |                                          |
| 10.   | Kuangcsou R&F               | 30 | 10 | 6  | 14 | 49 | 61 | −12 | 36 |                                          |
| 11.   | Talien Jifang               | 30 | 10 | 5  | 15 | 37 | 57 | −20 | 35 |                                          |
| 12.   | Henan Csienje               | 30 | 10 | 4  | 16 | 30 | 45 | −15 | 34 |                                          |
| 13.   | Csungcsing Tangtaj Lifan    | 30 | 8  | 8  | 14 | 40 | 46 | −6  | 32 |                                          |
| 14.   | Tianjin Teda                | 30 | 8  | 8  | 14 | 41 | 54 | −13 | 32 |                                          |
| 15.   | Csangcsun Jataj (R)         | 30 | 8  | 8  | 14 | 45 | 56 | −11 | 32 | Kiesett: League One                      |
| 16.   | Kujcsou Hengfeng (R)        | 30 | 7  | 3  | 20 | 34 | 66 | −32 | 24 | Kiesett: League One                      |

## Góllövőlista
| Helyezés | Játékos          | Klub                        | Gól |
| -------- | ---------------- | --------------------------- | --- |
| 1        | Vu Lej           | Shanghai SIPG               | 27  |
| 2        | Odion Ighalo     | Csangcsun Jataj             | 21  |
| 3        | Eran Záhávi      | Kuangcsou R&F               | 20  |
| 4        | Cédric Bakambu   | Pejcsing Kuoan              | 19  |
| 5        | Frank Acheampong | Tianjin Teda                | 17  |
| 5        | Diego Tardelli   | Santung Luneng Tajsan       | 17  |
| 7        | Alan Kardec      | Csungcsing Tangtaj Lifan    | 16  |
| 7        | Graziano Pellè   | Santung Luneng Tajsan       | 16  |
| 7        | Talisca          | Kuangcsou Evergrande Taobao | 16  |
| 10       | Nyasha Mushekwi  | Talien Jifang               | 15  |
| 10       | Alexandre Pato   | Tiencsin Csüancsien         | 15  |